# Quodlibet
Pour le lecteur audio, voir Quod Libet.

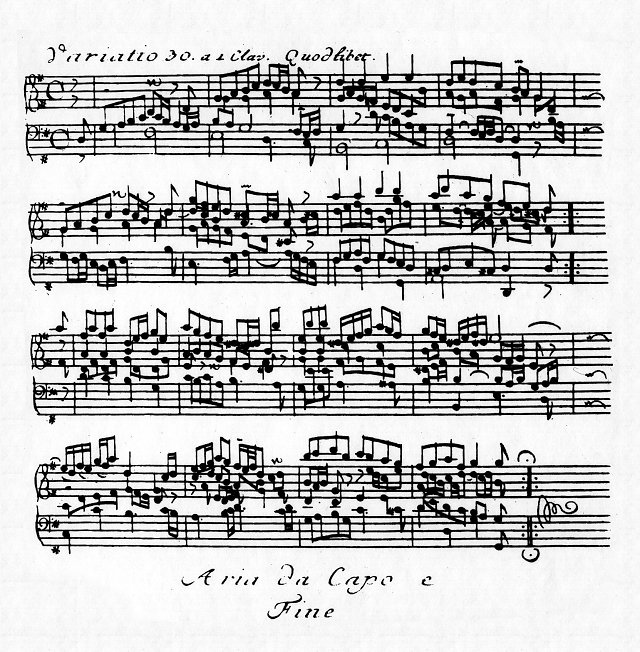
Le quodlibet de la dernière des Variations Goldberg de Jean-Sébastien Bach.

Un quodlibet est un mot dérivé d'une expression latine signifiant littéralement « ce qui plaira » ou plus exactement : « ce qu'il [te] plaît ».

## Philosophie scolastique
Le mot fait référence à une forme de débat académique ou d'examen oral médiéval (usuellement théologique) dans lequel une question était posée de manière impromptue lors d'une disputatio. La pratique du quodlibet existait aussi dans les facultés des arts, de médecine et de droit, ainsi que dans les collèges des ordres religieux. À la différence de la joute dialectique pratiquée depuis l'Antiquité dont le philosophe Protagoras aurait été l'initiateur en Grèce, la disputatio scolastique est une question suggérée par la lecture des textes de base servant à l'enseignement. Les débats Quodlibet étaient populaires en Occident aux XIIIe siècle et XIVe siècle. Ce type de débat a été illustré par plusieurs maîtres de la philosophie scolastique : Henri de Gand, Thomas d'Aquin, Jacques de Viterbe ...

## Musique

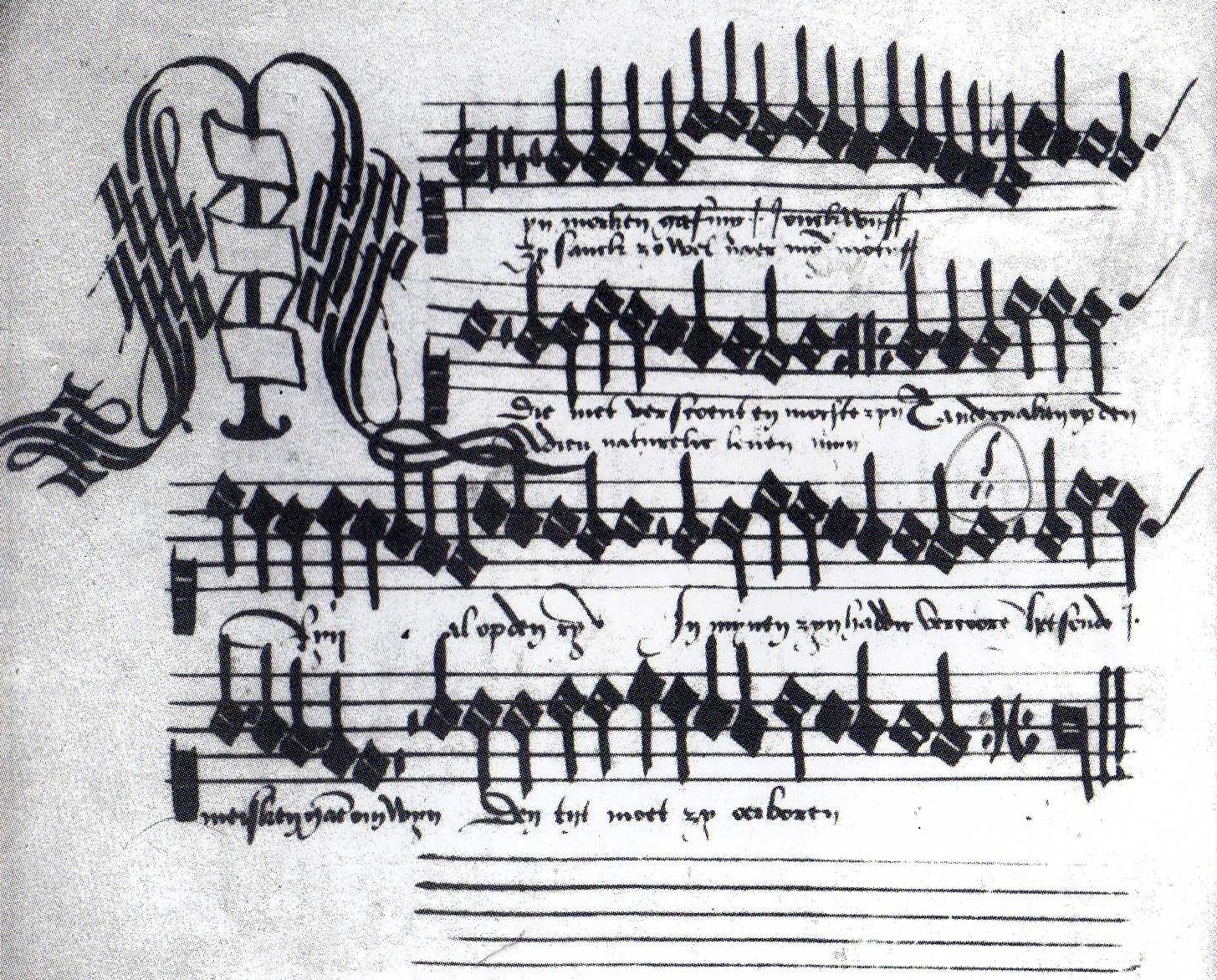
Un quodlibet du Manuscrit Jérôme Laurin de Watervliet.

En musique, un quodlibet est une composition musicale combinant différentes mélodies en contrepoint. L'origine du quodlibet remonte peut-être aux motets « entés » du XIIIe siècle, dans lesquels les auteurs inséraient des refrains de rondeaux. 
Un des exemples les plus anciens connus de quodlibet est une œuvre de Robert Morton (vers 1464), dans laquelle le compositeur associe une chanson, Il sera pour vous conbatu et la mélodie de la chanson l'homme armé.
Un exemple célèbre est le quodlibet à la fin des Variations Goldberg de Jean-Sébastien Bach. Un autre exemple est le Gallimathias musicum, un quodlibet à 17 parties composé par Wolfgang Amadeus Mozart, lorsqu'il avait 10 ans. Un autre exemple plus contemporain est le Quodlibet on Welsh Nursery Rhymes par le compositeur gallois Alun Hoddinott.
Plusieurs quodlibets sérieux se trouvent dans les messes de Jacob Obrecht, qui parfois combinent des airs populaires, du plain-chant et de la musique originale.
Un chant pour quatre solistes et basse continue de J. S. Bach, appelé le  Quodlibet - Der Backtrog ou simplement Quodlibet (BWV 524), n'est pas un quodlibet au sens de la définition ci-dessus, mais une succession (pendant dix minutes) de plaisanteries stupides, calembours, références obscures, jeux de mots, et parodies d'autres chants. Par moments la musique imite une chaconne, une fugue, et parfois mélange volontairement les lignes chorales. 
Le Quodlibet for Small Orchestra de Peter Schickele est un exemple amusant de cette forme, particulièrement pour les connaisseurs de la musique occidentale et du jazz. Et plus sérieusement, le quatrième mouvement du String Quartet in Four Parts (« Quatuor à cordes en quatre parties », 1950) de John Cage intitulé Quodlibet est un exemple particulièrement frappant et illustrant de manière moderne le quodlibet.
La compositrice américaine Wendy Carlos adopte une écriture en quodlibet dans l'épisode Country lane (« Chemin de campagne ») du film Orange mécanique, de Stanley Kubrick (1971). W. Carlos superpose un extrait de la célèbre ouverture de La Pie voleuse, opéra de Gioacchino Rossini, un standard américain (le fameux Singin' in the rain) et le non moins célèbre motif musical des deux premiers vers du Dies iræ liturgique.